# Іллдрен Ібрагімай
Іллдрен Ібрагімай (алб. Ylldren Ibrahimaj, нар. 24 грудня 1995, Арендал, Норвегія) — косовський футболіст, форвард клубу «Ліллестрем» та національної збірної Косова.

## Клубна кар'єра
Іллдрен Ібрагімай народився у норвезькому місті Арендал і тривалий період грав за місцевий клуб у третьому дивізіоні чемпіонату Норвегії. У грудні 2017 року футболіст підписав контракт з клубом Першого дивізіону — «Мйондален».
Але вже влітку 2018 року Ібрагімай підписав контракт на два з половиною роки з іншим клубом Першого дивізіону — «Вікінігом» з міста Ставангер. І вже у першому сезоні Іллдрен разом з клубом виграв турнір Першого дивізіону і підпищився до Елітсерії.
У січні 2021 року Ібрагімай уклав трирічну угоду з клубом РПЛ «Урал» з Єкатеринбурга. А у лютому футболіст дебютував у складі нового клубу.

## Кар'єра в збірній
У травні 2019 року Ібрагімай був викликаний до стану національної збірної Косова на матчі відбору до Євро - 2020 проти команд Чорногорії та Болгарії. Але з-за проблем з оформленням документів УЄФА не дозволила футболісту взяти участь у тих матчах.
Дебют Ібрагімай у національній збірній відбувся 13 січня 2020 року у товариському матчі проти команди Швеції.

## Досягнення
Вікінг
- Переможець Першого дивізіону: 2018

 Переможець Кубка Норвегії: 2019